# Рутенијум
Рутенијум (Ru, лат. ruthenia) метал је  групе са атомским бројем 44. Име је добио по латинском старом лазиву за Русију. Рутенијум је сребрено-бели, тврди и крхки платинасти метал. Овај елемент не поседује битније минерале и обично се јавља у рудама платине.
Овај метал је 1844. открио Карл Карлович Клаус руски хемичар немачко-естонског порекла, у руди платине из Сибира. Рутенијум је изузетно редак и користи се у веома малим количинама. Главна област употребе метала је електронска индустрија, нарочито технологија записивања података на рачунарске тврде дискове те као катализатор у различитим хемијским процесима попут хидрирања, метанизовања или синтезе амонијака. Нека једињења рутенијума, на пример Грабсови катализатори играју важне улоге у хемијским синтезама.
За рутенијум није познато да има неку биолошку функцију. Међутим истражују се неки комплекси метала због њиховог могућег деловања као средство против рака.

## Историја
Након што су између 1803. и 1804. Вилијам Хајд Воластон и Смитсон Тенант у рудама платине у врло кратком временском интервалу открили четири платинска метала: паладијум, родијум, иридијум и осмијум, други хемичари су такође покушавали да изолују непознате елементе из сличних руда.
Најпре је пољски хемичар Јенджеј Сниадецки 1808. објавио, да је годину раније открио нови елемент у једној реткој јужноамеричкој платинској руди. Назвао га је вестијум по, тада новооткривеном, астероиду Веста. Након што то откриће нису потврдили други хемичари, оно је одбачено као погрешно.
Након открића великих налазишта руда платине на Уралу 1819. хемичари Јакоб Берцелијус у Стокхолму и Готфрид Осан у Тарту почели су да их истражују. Осан је 1828. први добио непознати бели оксид, чије особине нису одговарале ни једном до тада познатом оксиду, а након редукције из њега је добио непознати златножути метал. Назвао га је рутенијум по земљи порекла те руде, Русији. Након што Берцелијус није успео да дође до истих резултата како би потврдио проналазак, Осан је поновио свој рад, али након тога није успео да понови издвајање рутенијума, те је своје откриће поништио.
Хемичар немачко-естонског порекла Карл Карлович Клаус је на Универзитету Казан од 1841. покушавао да понови Осанове експерименте о издвајању непознатог елемента из руде платине. То му је напокон успело 1844. године када је добио шест грама једног непознатог светло-сивог метала. Нови елемент назвао је исто као и Осан, рутенијум. Такође попут Осана, Клаус је замолио Берцелијуса да провери резултате експеримента и потврди откриће. Пошто је Берцелијус 1845. то и потврдио, од тада Клаус се сматра откривачем рутенијума.

## Особине

### Физичке
Рутенијум је сребрно-бели, тврди и крхки метал. Са густином од 12,37 g/cm3 је, након паладијума, други најлакши платински метал. Топи се при 2606 K, док кључа при око 4592 K. Само иридијум и осмијум, међу платинским металима, имају више тачке топљења и кључања. При температури испод 0,49 K, овај елемент постаје суперпроводник.
Попут осмијума, рутенијум се такође кристализује у хексагоналном, густо пакованом кристалном систему у просторној групи  (просторна група 194) са параметрима решетке a = 270,6 pm и c = 428,1 pm као и две формулске јединице по елементарној ћелији. Осим тога, позната су четири различита полиморфна облика рутенијума у која он прелази загрејавањем на температуре 1308, 1473 и 1770 K. Међутим, ови подаци се заснивају на калориметријским мерењима из 1931. а након тог времена још нису потврђени. Стога је врло могуће да рутенијум до тачке топљења не поседује ни једну модификацију.

### Хемијске
Унутар групе жељеза, рутенијум има сличне особине као и осмијум, док се истовремено његове особине знатно разликују од особина жељеза. Рутенијум је сличан осталим платинским металима, а за разлику од жељеза он је релативно инертни племенити метал. Са кисеоником из ваздуха реагује тек при температурама изнад 700 °C а при томе настаје рутенијум() оксид. Тиме се разликује и од осмијума, који већ при собној температури при контакту са кисеоником већ у траговима гради одговарајући оксид (осмијум(VIII) оксид). Рутенијум такођер реагује с хлором и флуором тек при загрејавању чиме настају рутенијум(III) хлорид и рутенијум(VI) флуорид.
Метал се не раствара у киселинама као нпр. флуороводоничној, сумпорној, азотној, али ни у царској води. Међутим, полако га нападају водени раствори хлора и брома, а врло брзо цијанидни раствори и жива(II) хлорид. Снажна оксидациона средства попут калијум хидроксида и калијум нитрата или растопљене смеше натријум хидроксида и пероксида врло брзо могу оксидирати рутенијум.

### Изотопи
Постоји укупно 33 изотопа и шест нуклеарних изомера рутенијума између 87 и 120Ru. Међу њима је седам стабилно и јављају се у природи. Од стабилних изотопа најчешћи је 102 са уделом од 31,6% у природној изотопској смеши. Четири изотопа 104, 101, 100 и 99 са уделом између 12 и 19% су приближно једнако чести. Најређи стабилни изотопи су 96 и 98 са уделима од 5,52 односно 1,88%. Међу нестабилним изотопима изотопи 97, 103 и 106 имају времена полураспада од неколико дана, док код других изотопа то време износи од неколико милисекунди до неколико сати.
Изотопи рутенијума, углавном 101, 102 и 104 настају распадањем тежих атомских језгара те се рутенијум може наћи у потрошеним горивим нуклеарним елементима. На пример у једној тони уранијумског горива распаднутог нуклеарном фисијом налази се око 1,9 килограма рутенијума као производ распада. Он се може поновно прерадити (рециклирати) путем оксидације до испарљивог рутенијум(VIII) оксида те се из смесе са азотном киселином може лако издвојити. Међутим, овако добијени рутенијум има и одређени садржај радиоактивног и релативно дуговечног (време полураспада 373 дана) радиоизотопа 106Ru, те се не може директно користити у друге сврхе.

## Распрострањеност
Рутенијум се убраја међу најређе нерадиоактивне елементе на Земљи. Његов удео у Земљиној кори износи приближно 0,000002%, што је приближно уделима елемената попут родијума, иридијума и ренијума. Он се углавном налази у парагенези са другим платинским металима. Тако на пример удео рутенијума у најважнијем лежишту платинских метала, јужноафричком комплексу Бушвелд, износи између осам и 12%.
Попут других платинских метала, он се такође може наћи у природи у елементарном облику. Стога га Међународна минералошка организација убраја у минерале у групу 1.AF.05 (систематика по Странцу, класа елементи, одјељак: метали и међуметална једињења, пододељак: елементи платинске групе).
Његов типски локалитет, у којем су минерал први пут открили научници Урашима, Вакабајаши, Масаки и Терасаки 1974. године, налази се у долини реке Урју на јапанском острву Хокаидо. Осим овог, познато је још 21 налазиште елементарног рутенијума. То су између осталих реке Нижњи Тагил и Миас у Русији, река Јуба у Калифорнији и комплекс Бушвелд у Јужноафричкој Републици.
Осим елементарног рутенијума, познати су и разни минерали који га садрже. До данас (стање 2016), познато је 14 минерала који садрже рутенијум у виду легуре са другим платинским металима, попут рутениридосмина, сулфида попут лаурита (RuS2) или арсенида попут рутенарсенита (Ru,Ni)As.